# Georges Roussel
Georges Roussel ou Geo Roussel, né le 19 décembre 1860 à Beauvais et mort le 29 mars 1928 à La Seyne-sur-Mer, est un peintre, de genre et d'histoire, français.

## Biographie
Georges Frédéric Eugène Roussel naît le 19 décembre 1860 à Beauvais dans le département de l'Oise, du mariage de Joseph Eugène Roussel, peintre verrier, et d'Adélaïde Marguerite Lecarpentier, demeurant à Beauvais. Il épouse Lucienne Jeanne Savoie, le 26 mai 1896, dans le 8e arrondissement de Paris,.
Il est boursier du département de l'Oise à l'école des Beaux-Arts de Paris, il est élève d'Alexandre Cabanel, de Théodore Maillot et de William Bouguereau. Il est reçu premier à cette école. il est titulaire de 14 récompenses et de 2 prix spéciaux ainsi que du prix du diplôme des arts décoratifs, reçu premier du concours des professeurs de la ville de Paris, il est primé au concours de la décoration de la mairie du dans le 14e arrondissement de Paris, c'est un peintre de genre et d'histoire.
Il expose, de 1886 à 1923, au Salon des artistes français et, en 1889, obtient la mention honorable en 1889 pour un tableau, acheté par l'état, se trouvant au musée de Beauvais ; en 1892, obtient une bourse de voyage pour son tableau Le corps de Marceau rendu à l'armée française acheté par l'État et exposé au musée d'Amiens. Aux salons suivants, il expose plusieurs de ses œuvres, La veillée de Wagram, Les Familles et Maternité, toiles appartenant au Conseil général de la Seine, L'examen de sortie des Saint-Cyriens sous le premier Empire ainsi que différents portraits. En 1898, il reçoit la seconde médaille hors concours pour l'œuvre L'Empereur acheté par l'État et en 1900, expose Le camp de Boulogne, institution de la Légion d'honneur, œuvre appartenant au Château d'Écouen.
À l'Exposition universelle de Paris de 1889, il obtient une mention pour son tableau La veillée de mort de la vierge et à celle de 1900 obtient la médaille de bronze.
Il réalise différentes toiles décoratives dont les plafonds de l'Exposition universelle de 1904 de Saint-Louis, la décoration de la salle du conseil municipal d'Ivry-sur-Seine avec l'œuvre Le lendemain de la prise de la Bastille, la décoration de la salle des mariages de la mairie de Charenton-le-Pont à la demande du département de la Seine.
Il est membre de la Société des artistes français et secrétaire général de la société en 1906,.
Il fréquente la jeune station balnéaire Paris-Plage, comme en 1887 où il côtoie des peintres comme Édouard Lévêque, Émile Maillard et Georges Le Febvre.
Il séjourne à Luzancy, comme de nombreux autres artistes, où il achète la propriété Les Vieux Toits où séjourne également un autre peintre, Charles Gosselin.
En 1926 et 1927, il est membre actif résidant de l'académie du Var, avec comme domicile Les Chênes à Tamaris-sur-Mer.
Il meurt le 29 mars 1928, dans le quartier des Tamaris, à La Seyne-sur-Mer dans le département du Var.

## Distinctions
Georges Roussel est nommé chevalier de l'ordre national de la Légion d'honneur par décret du 17 juillet 1908 et fait officier d'Académie par décret du 24 décembre 1885,.

## Pour approfondir